# Conogaster pruinosa
Conogaster pruinosa är en tvåvingeart som först beskrevs av Johann Wilhelm Meigen 1824.  Conogaster pruinosa ingår i släktet Conogaster och familjen parasitflugor. Inga underarter finns listade i Catalogue of Life.